# Battleground 2017
Battleground 2017 è stata la quinta ed ultima edizione dell'omonimo evento in pay-per-view prodotto annualmente dalla WWE. L'evento, esclusivo del roster di SmackDown, si è svolto il 23 luglio 2017 al Wells Fargo Center di Philadelphia (Pennsylvania).

## Storyline
Il 18 giugno, a Money in the Bank, il New Day, rappresentato da Big E e Kofi Kingston, ha sconfitto gli Usos (Jimmy Uso e Jey Uso), detentori dello SmackDown Tag Team Championship, per count-out e senza dunque il cambio di titolo. Nella puntata di SmackDown del 27 giugno è stata annunciata una rivincita titolata tra i due team per Battleground.
Nella puntata di SmackDown dell'11 luglio, il General Manager Daniel Bryan ha sancito un Fatal 5-Way Elimination match, per determinare la contendente n°1 allo SmackDown Women's Championship di Naomi, nel quale si affronteranno Becky Lynch, Charlotte Flair, Lana, Natalya e Tamina. Tutto ciò è dovuto al fatto che, dopo aver sconfitto per tre volte consecutive Lana in un match titolato, l'attuale campionessa Naomi si è ritrovata priva di una prima sfidante al suo titolo. La vincitrice di questo Fatal 5-Way match, che si terrà a Battleground, affronterà Naomi in un match per il titolo a Summerslam.
Durante la puntata di SmackDown del 4 luglio il Mr. Money in the Bank Baron Corbin ha attaccato alle spalle Shinsuke Nakamura, mentre quest'ultimo svolgeva un'intervista. Nella puntata di SmackDown dell'11 luglio, Nakamura ha attaccato per vendetta Corbin, prima che il loro match potesse cominciare. A seguito di una violenta rissa il General Manager Daniel Bryan ha stabilito un match tra i due per Battleground.
A Money in the Bank, Jinder Mahal ha difeso con successo il WWE Championship contro Randy Orton, grazie all'ennesima interferenza dei Singh Brothers (Samir Singh e Sunil Singh). Nella puntata di SmackDown del 27 giugno è stata annunciata una rivincita titolata tra i due, questa volta in un Punjabi Prison match, stipulazione scelta dallo stesso Mahal in onore di The Great Khali, ex-World Heavyweight Champion in WWE.
Nella puntata di SmackDown del 4 luglio John Cena è ritornato ed ha avuto un confronto con il rientrante Rusev; al termine di tale confronto, Cena ha sfidato il bulgaro in un Flag match, e tale match è stato successivamente annunciato per Battleground.
Nella puntata di SmackDown del 4 luglio AJ Styles, dopo aver sconfitto Chad Gable, ha guadagnato l'accesso all'Indipendence Day Battle Royal per determinare il contendente n°1 allo United States Championship di Kevin Owens; quella stessa sera Styles ha vinto la suddetta Battle Royal eliminando per ultimo Sami Zayn, confermandosi il contendente n°1 allo United States Championship. Un match tra Kevin Owens e AJ Styles per lo United States Championship è stato dunque annunciato per Battleground. Il 7 luglio, durante un House show di SmackDown svoltosi al Madison Square Garden di New York, Styles ha sconfitto Kevin Owens, conquistando così lo United States Championship per la prima volta e modificando dunque il match di Battleground.
Il 18 luglio è stato annunciato il match tra Aiden English e Tye Dillinger per il Kick-off di Battleground.
A Money in the Bank, Mike Kanellis è apparso insieme alla sua reale fidanzata Maria Kanellis. I due iniziano a predicare sul potere dell'amore, ma vengono interrotti dalla theme song di Sami Zayn, il quale fa il suo ingresso per prendere parte al Money in the Bank Ladder match. Nella successiva puntata di SmackDown del 4 luglio Maria e Mike vengono intervistati da Renee Young, ma mentre stanno parlando vengono nuovamente interrotti da Sami Zayn, che si stava preparando in vista dell'Indipendence Day Battle Royal di quella sera. Nella puntata dell'11 luglio la coppia viene raggiunta da Zayn nel backstage per un confronto e nonostante quest'ultimo si fosse già scusato, più di una volta, per le sue involontarie interruzioni, i due insistono nel ritenere che non siano state abbastanza sufficienti le sue scuse e che ne pretendono ulteriori. Zayn, contrariato da ciò, dopo essersi rifiutato di scusarsi per l'ennesima volta viene aggredito fisicamente dalla coppia. Conseguentemente ai fatti, viene stabilito un match per la puntata del 18 luglio, dove Kanellis, al suo primo match d'esordio nel roster blu, ne esce vittorioso grazie all'intervento di Maria. Per Battleground è stato sancito un rematch tra i due.

## Risultati
| #       | Incontri                                                         | Stipulazioni                                                                       | Durata |
| ------- | ---------------------------------------------------------------- | ---------------------------------------------------------------------------------- | ------ |
| Kickoff | Aiden English ha sconfitto Tye Dillinger                         | Single match                                                                       | 09:45  |
| 1       | Il New Day (con Big E) ha sconfitto gli Usos (c)                 | Tag team match per il WWE SmackDown Tag Team Championship                          | 13:50  |
| 2       | Shinsuke Nakamura ha sconfitto Baron Corbin per squalifica       | Single match                                                                       | 12:25  |
| 3       | Natalya ha sconfitto Becky Lynch, Charlotte Flair, Lana e Tamina | Fatal five-way match per determinare la sfidante al SmackDown Women's Championship | 11:00  |
| 4       | Kevin Owens ha sconfitto AJ Styles (c)                           | Single match per il WWE United States Championship                                 | 17:50  |
| 5       | John Cena ha sconfitto Rusev                                     | Flag match                                                                         | 21:10  |
| 6       | Sami Zayn ha sconfitto Mike Kanellis (con Maria Kanellis)        | Single match                                                                       | 07:15  |
| 7       | Jinder Mahal (c) (con i Singh Brothers) ha sconfitto Randy Orton | Punjabi prison match per il WWE Championship                                       | 27:40  |

### Fatal five-way elimination match
| #          | Wrestler        | Eliminata da | Modalità di eliminazione      | Tempo |
| ---------- | --------------- | ------------ | ----------------------------- | ----- |
| 1ª         | Tamina          | Becky Lynch  | Sottomessa con la Dis-arm-her | 08:08 |
| 2ª         | Lana            | Becky Lynch  | Sottomessa con la Dis-arm-her | 08:27 |
| 3ª         | Becky Lynch     | Natalya      | Schienata con un Roll-up      | 08:40 |
| 4ª         | Charlotte Flair | Natalya      | Schienata con un Roll-up      | 11:00 |
| Vincitrice | Natalya         |              |                               |       |